# Dajr az-Zaur (dystrykt)
Dajr az-Zaur – jedna z trzech jednostek administracyjnych drugiego rzędu (arab. ‏منطقة‎ tłumaczone jako dystrykt) w muhafazie Dajr az-Zaur w Syrii.
Według spisu powszechnego z 2004 dystrykt był zamieszkany przez 492 434 osoby.